# 博蒙特 (加利福尼亚州)
博蒙特（英語：Beaumont），是美国加利福尼亚州里弗赛德县下属的一座城市。建市于1912年11月18日，面积大约为30.91平方英里（80.1平方公里）。根据2010年美国人口普查，该市有人口36,877人。